# Tianjin International Trade Centre
Le Tianjin International Trade Centre (天津国贸中心大厦) est un gratte-ciel situé à Tianjin et construit en 2014
Il mesure 235 mètres de hauteur et compte 57 étages.
L'architecte est l'agence de Hong Kong, P & T Architects & Engineers